# Martin de Caldas
Martin de Caldas fue un juglar gallego o portugués del siglo XIII.

## Biografía
No se conservan datos biográficos. Xabier Ron Fernández cree que su nombre indica la procedencia del autor, al igual que sucede con otros juglares de la lírica gallego-portuguesa. Asimismo, encontró dos documentos pertenecientes en la catedral de Santiago de 1256 y 1264 que se refieren a un Martin Pelagii de Caldis. António Resende de Oliveira localizó un documento de 1258 en Barcelos en que figura el nombre de Martim Pais de Caldas. José Antonio Souto sugierió que podría ser natural de Caldas de Reyes, no obstante, debido a la cantidad de localidades que incluyen el nombre de Caldas, tanto en Galicia como en Portugal, es difícil precisar de cuál era originario.

## Obra
Se conservan 7 cantigas de amigo, recogidas en el Cancionero de la Biblioteca Nacional de Portugal y en el Cancionero de la Biblioteca Vaticana.